# Zealeuctra talladega
Zealeuctra talladega är en bäcksländeart som beskrevs av Scott A.Grubbs 2005. Zealeuctra talladega ingår i släktet Zealeuctra och familjen smalbäcksländor. Inga underarter finns listade i Catalogue of Life.